# Периссак
Перисса́к (фр. Peyrissac, окс. Pairiçac) — коммуна во Франции, находится в регионе Лимузен. Департамент — Коррез. Входит в состав кантона Треньяк. Округ коммуны — Тюль.
Код INSEE коммуны — 19165.
Коммуна расположена приблизительно в 380 км к югу от Парижа, в 55 км юго-восточнее Лиможа, в 27 км к северу от Тюля.

## Население
Население коммуны на 2008 год составляло 135 человек.
| 1962 | 1968 | 1975 | 1982 | 1990 | 1999 | 2008 |
| ---- | ---- | ---- | ---- | ---- | ---- | ---- |
| 97   | 148  | 131  | 110  | 106  | 140  | 135  |

## Администрация
| Период | Период | Фамилия             | Партия | Примечания |
| ------ | ------ | ------------------- | ------ | ---------- |
| 2001   | 2008   | Паскаль Суларю      |        |            |
| 2008   |        | Жозьян Вигру-Сарден |        |            |

## Экономика
В 2007 году среди 80 человек в трудоспособном возрасте (15-64 лет) 57 были экономически активными, 23 — неактивными (показатель активности — 71,3 %, в 1999 году было 67,1 %). Из 57 активных работали 56 человек (25 мужчин и 31 женщина), безработной была 1 женщина. Среди 23 неактивных 5 человек были учениками или студентами, 12 — пенсионерами, 6 были неактивными по другим причинам.